# Mount Hermon (California)
Mount Hermon es un lugar designado por el censo ubicado en el condado de Santa Cruz en el estado estadounidense de California. En el año 2010 tenía una población de 1.037 habitantes.

## Geografía
Mount Hermon se encuentra ubicado en las coordenadas 37°3′1″N 122°3′4″O / 37.05028, -122.05111.